# Kenneth Connor
Kenneth Connor, MBE (Londres, Reino Unido, 6 de Junho de 1916 – Londres, Reino Unido, 28 de Novembro de 1993) foi um actor inglês. Fez carreira no palco, rádio, e cinema.
É mais conhecido pelo seu trabalho na série cómica de televisão 'Allo 'Allo! onde interpretava a personagem Monsieur Alfonse.

## Biografia
É filho de um oficial da Marinha de Londres. A sua estreia em palco deu-se aos 2 anos e aos 11 já tinha a sua peça própria. Após passar algum tempo na escola de drama e no exército, regressou ao palco, mas encontrou mais sucesso na comédia de rádio, particularmente no papel de sogro de Ted Ray em Ray's a Laugh. Teve um papel mais pequeno como condutor de táxi em The Ladykillers, em 1955, e foi convidado no programa de rádio The Goon Show que foi substituir um membro do elenco que estava doente.
Em 1958, fez parte do elenco do primeiro filme Carry On, o Carry On Sergeant. Foi um dos actores mais vistos na série de filmes, tendo participado em 17 dos 30 filmes originais. Nos primeiros Carry On, os seus papéis eram simpáticos, e por vezes românticos. Já para o final dos filmes, representou o papel de casado, lascivo e perturbado. O seu filho Jeremy representou com ele em Carry On Nurse. Entre 1971 e 1973 Connor juntou-se aos actores de Dad's Army, Arthur Lowe e Ian Lavender na comédia de rádio da BBC Parsley Sidings. Em contraste com os seus colegas de Carry On, Connor encontrou sucesso nos palcos de Londres, juntamente com Frankie Howerd em A Funny Thing Happened on the Way to the Forum.
Na televisão apareceu em The Black and White Minstrel Show; no programa infantil Rentaghost (1983–1984); e como Monsieur Alfonse em 'Allo 'Allo! (1984–1992), e em Hi-de-Hi! (1986–1988). Fez igualmente aparições em comédias, incluindo That's My Boy, You Rang, M'Lord? e fez uma memoravél representação em Blackadder the Third em 1987, ao lado do cómico e veterano Hugh Paddick. 
A sua última aparição no pequeno ecrã foi como Mr. Warran em The Memoirs Of Sherlock Holmes no episódio The Red Circle, tendo sido transmitido apenas em 1994.
Participou em mais de 50 filmes, sendo condecorado pela Rainha com a Ordem do Império Britânico em 1991.
Morreu de cancro em Londres em 1993, tendo deixado a mulher Margaret, o seu filho e três netos, Thomas, Hayley e Rose, todos eles já jovens actores.